# 민다나오섬
민다나오섬(Mindanao)은 필리핀에서 루손섬 다음으로 큰 섬이다. 국토의 남쪽 1/3 부분에 해당하는 것이 민다나오이다. 민다나오는 민다나오섬과 남서부 술루 군도 등으로 구성되어 있으며, 6개의 지역과 26주가 있다. 주요 도시로는 다바오, 카가얀데오로 등이 있다.

## 지리
필리핀 남단에 위치하고 있으며 면적은 약 9만 4630km2이다. 섬은 남북으로 약 470km, 동서로 약 520km, 서쪽에는 삼보앙가 반도가 돌출해 있으며, 남서부의 술루해에 술루 제도가 산재하고 보르네오로 이어지고 있다. 동쪽은 태평양(필리핀해), 남쪽은 술라웨시해이다. 또한 카미긴섬, 디나가트섬, 시아루가오섬, 바실란섬, 사말섬, 사랑가니 제도 등의 섬들이 주변에 흩어져 있다.
동해안 (디우아타 산지), 서해안과 중 북부에는 2000m 급의 산맥이 있고, 필리핀 최고의 화산인 아포 산(2,954 m)이 중앙 민다나오 고지에 우뚝 솟아 있다.
열대기후이지만, 북서 태평양에서 발생한 태풍은 루손섬과 비사야 제도에 가기 위해 민다나오에는 잘 상륙하지 않는다. 이 때문에 필리핀의 다른 지역에 비해 태풍의 피해는 비교적 적고, 농업 등이 유리하다.
주요한 산업은 농업·임업·어업이며, 특히 상품 작물의 플랜테이션이 유명하다. 카가얀데오로에는 데르몬테사의 거대 파인애플 농장이, 다바오 시 근교에도 돌 사의 바나나 농장이 있고, 가공 공장도 있어서 동북아 각 나라에 수출되고 있다. 이것에는 농민이 대농장의 농장 노동자가 되어 신분이 불안정하게 되는 사회적 문제도 발생하고 있다. 북부 카미긴섬 등지에는 비치 리조트나 스쿠버 다이빙 같은 관광업으로 수입을 얻는 곳도 있지만, 민다나오섬 서부나 스르 제도는 필리핀에서도 가장 궁핍한 지방 중 하나로, 치안이 불안하고 테러 집단에 의한 관광객 납치도 있어, 관광업의 발달의 장애가 되고 있다.

## 역사
민다나오에는 중국 및 동남아 중계 무역이 있었지만, 남쪽에서 온 말레이계인들 사이에 이슬람이 퍼져 1380년 민다나오에서도 이슬람이 전해지고, 그후에 필리핀 각지에 퍼졌다. 특히 1457년에 술루 제도에 성립된 이슬람 국가 술루 왕국은 전성기에는 민다나오섬, 팔라완섬, 보르네오섬 북부(사바주)를 통치했다. 필리핀의 대부분의 영토는 스페인에 빼앗겼지만, 보르네오 북부는 영국에 차지하여 19세기말까지 존속하고 있었다.

### 스페인 식민지
민다나오가 서양인과 접촉한 것은 1521년, 페르디난드 마젤란이 이끌었던 스페인 함대가 항해를 했을 때였다.(마젤란은 그해 세부섬 인근의 막탄섬에서 전사했다). 이후 16세기 중반부터 17세기에 걸쳐 잇따라 스페인 항해자와 군인, 선교사가 내항하여 미겔 로페스 데 레가스피가 1565년에 세부를 정복한 직후에는 민다나오섬 북부도 스페인의 식민지 지배 하에 들어갔지만, 민다나오 남부는 이슬람 세력이 강해 스페인의 힘이 미치지 못했다. 16세기부터 현재의 코타 바토 주변에 있었던 마긴다나오 왕국(Sultanate of Maguindanao)은 17세기 술탄의 쿠다라트(Muhammad Dipatuan Qudratullah Nasiruddin)의 통치 하에 민다나오 전역 주변의 섬들을 정복하고 스페인 식민지도 손을 댈 수 없는 존재가 되었다.
마긴다나오 왕국이나 술루 왕국은 점차 쇠퇴하여 19세기에 멸망하고, 민다나오 남부도 필리핀 식민지 정부에 의해 천천히 정복되었다. 다바오 부근이 스페인에 정복당한 것은 19세기 중반이다. 스페인 통치 하에 애니미즘을 믿는 주민들은 기독교로 개종이 진행되었고, 이슬람의 정착이 오래되어 스페인의 정복자의 영향이 덜했던 남부에서만 이슬람 세력을 간직할 수 있었으며, 현재에 이르고 있다.

### 민족과 독립 투쟁
오늘날 민다나오는 필리핀 국민의 5 %를 차지하고 있는 이슬람 "모로인"("무어인"의 의미로 무슬림의 것)의 거점이 되고 있다. 모로인은 민족으로, 섬의 중부 라나오호 주변 마라나오, 말레이시아 사바 주에 걸쳐 사는 타우스구인 등으로 나뉘어있다. 또한 가톨릭 및 무슬림 외에 여러 부족으로 구성된 원주민, 루마드 족도 존재한다.
그러나 민다나오의 압도적 다수는 로마 가톨릭, 특히 섬의 북부에 사는 부투안 사람은 이슬람의 영향을 받지 않았고, 애니미즘에서 직접 가톨릭으로 개종했다. 또한 제2차 세계대전 후 농장을 가진 지주와 토지가 없는 농장 노동자의 대립이 심각한 인구 과밀 지역인 필리핀 중부 비사야 제도와 북부 루손 등에서는 많은 농민들이 농지를 가지기 위해 이민 정착을 했지만, 그들은 가톨릭교도이고, 언어도 원래의 민다나오섬 주민과 다르기 때문에 마찰이 있었다.
다양한 이슬람 세력이 스페인, 미국, 일본, 필리핀 정부 등에 대항하여 몇 세기에 걸친 힘겨운 독립 투쟁을 계속 해왔지만, 가톨릭이 다수를 차지하는 나라에서 독립하겠다는 그들의 소원은 전력 차로 인해 실패해 왔다. 필리핀 독립 후 수십 년 동안 진행된 국토 통일 유지 정책과 민다나오에 국내 이민자의 유입으로 민다나오 인구의 대다수를 가톨릭교도가 차지하게 되었다. 따라서 사회의 주도권을 대체하는 무슬림의 분노와 수백 년에 걸친 분리 독립 운동에 불이 붙어, 모로민족해방전선(MNLF), 모로이슬람해방전선(MILF)과 신인민군(NPA) 등 다양한 반정부 단체가 필리핀 군과 내전을 빈발하게 벌였고 민다나오 서부는 위험 지대로 변했다.

## 행정 구역
| 행정구역                      | 면적 (km2) | 2007 기준 인구 | 인구밀도 (/km2) |
| ----------------------------- | ---------- | -------------- | --------------- |
| 잠보앙가반도 지방             | 16,823     | 3,230,094      | 192.0           |
| 북민다나오 지방               | 20,132     | 3,952,437      | 196.3           |
| 다바오 지방                   | 20,244     | 4,156,653      | 205.3           |
| 소크사르젠 지방               | 22,466     | 3,829,081      | 170.4           |
| 카라가 지방                   | 21,471     | 2,293,480      | 106.8           |
| 무슬림 민다나오 자치구(ARMM)* | 26,974     | 4,120,795      | 152.8           |
| 민다나오(Group)               | 128,110    | 21,582,540     | 168.4           |

* 약자로 ARMM 표기

## 사진

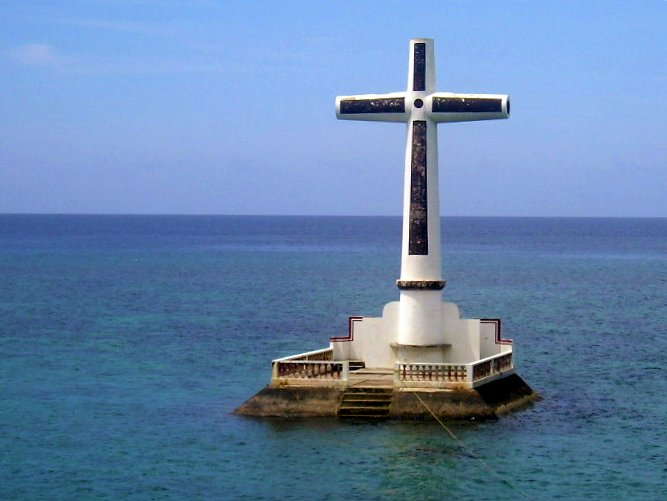
수중 묘지
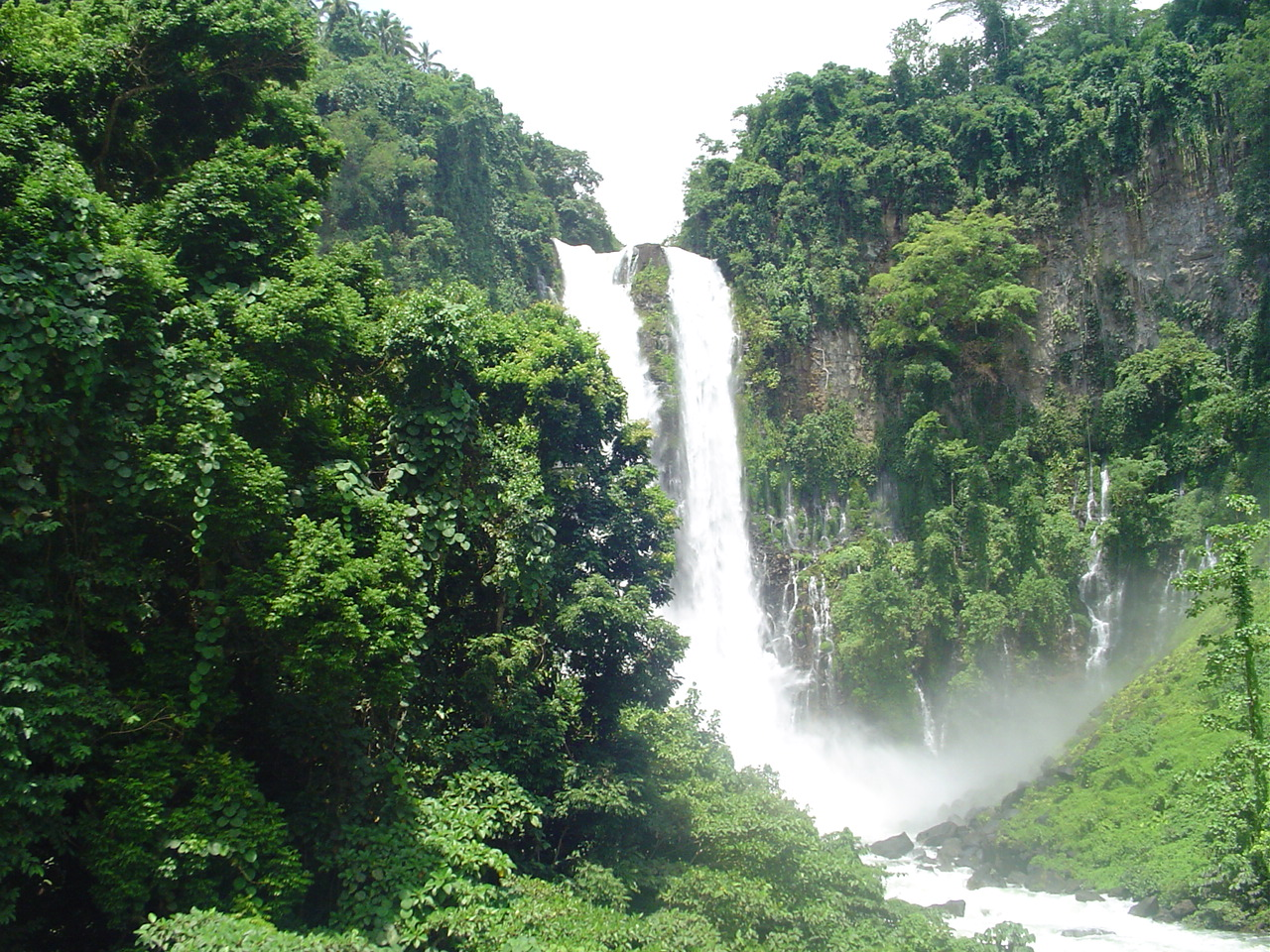
마리아 크리스티나 폭포
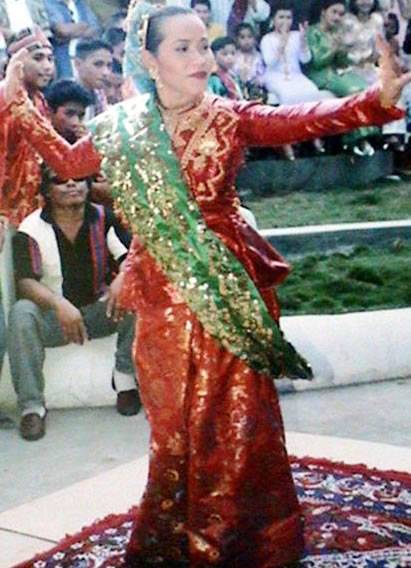
전통 가브를 입은 타우수그 여인
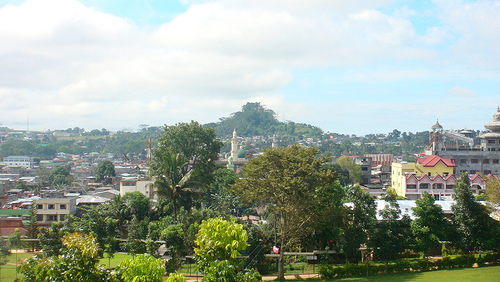
마라위의 이슬람 마을

## 같이 보기
- 모로 분쟁
  - 방사모로 공화국